# Mathias Hasselrot (jurist)
Reinhold Mathias Hasselrot, född den 29 augusti 1852 i Gudhems socken, Skaraborgs län, död den 27 oktober 1937 i Växjö, var en svensk jurist och ämbetsman. Han var son till Carl Hasselrot.
Hasselrot blev student vid Uppsala universitet 1872 och avlade examen till rättegångsverken 1877. Han var extra länsnotarie i Kronobergs län 1877–1878. Hasselrot blev vice häradshövding 1878 och var häradshövding i Mellersta Värends domsaga 1891–1922. Han blev riddare av Nordstjärneorden 1901 och kommendör av andra klassen av samma orden 1921.